# 林书成
林书成（1962年11月—），男，汉族，甘肃武山人，中华人民共和国政治人物、第十二届全国人民代表大会四川地区代表。

## 生平
林书成出生于甘肃省武山县洛门镇林家庄，早年在陕西西安矿业学院矿山建设专业学习。1982年毕业後，前往四川攀枝花矿务局任职，官至该局副局长，随后赴成都市，历任四川省煤管局（煤矿安全监察局）副局长、局长，四川省安全生产监督管理局长，兼任省安全生产委员会办公室主任。
2012年4月，林书成外放地方，出任中共绵阳市委副书记、市人民政府市长。2013年，他当选为第十二届全国人大代表，任期5年。2015年3月，任中共凉山州委书记。2018年1月，当選四川省政协副主席。2021年，他不再兼任中共凉山州委书记。